# Halberstadt CL.IV
L'Halberstadt CL.IV era un aereo da attacco al suolo biplano sviluppato dall'azienda tedesco imperiale Halberstädter Flugzeugwerke GmbH negli anni dieci del XX secolo.
In dotazione alla Luftstreitkräfte, la componente aerea del Deutsches Heer (esercito) imperiale tedesco, venne utilizzato durante le ultime fasi della prima guerra mondiale.

## Storia del progetto
L'apparecchio fu sviluppato da Karl Thiess per conto della Halberstädter Flugzeugwerke. Originariamente l'apparecchio avrebbe dovuto sostituire il precedente CL.II, ma quando questo si dimostrò particolarmente efficace come aereo d'attacco terrestre l'azienda concentrò i propri sforzi nello sviluppo di una versione migliorata del CL.II da affiancare al modello per effettuare attacchi a terra.
Il nuovo CL.IV fu realizzato con una nuova fusoliera, più compatta e robusta, che integrava posteriormente un impennaggio dotato di un elemento verticale di maggiore dimensioni. Queste modifiche conferirono all'apparecchio maggiore stabilità in volo ed una maggiore manovrabilità di quella del suo predecessore CL.II. Dopo che i primi test su di un prototipo furono completati nell'aprile del 1918, il ministero della guerra tedesco imperiale emise un ordine di fornitura per 450 esemplari consegnato alla Halberstädter Flugzeugwerke, integrato da un secondo per ulteriori 250 apparecchi successivamente ordinato da costruire su licenza presso la Luft-Fahrzeug-Gesellschaft.

## Impiego operativo
Il CL.IV fu uno degli apparecchi più efficaci impiegati durante la grande guerra grazie alla sua ottima manovrabilità e di conseguenza la capacità di evitare il fuoco nemico della contraerea. L'apparecchio fece la propria prima apparizione sul fronte occidentale al termine dell'offensiva tedesca del 1918. Squadriglie composte da sei apparecchi effettuarono durante gli ultimi mesi del conflitto attacchi a sorpresa contro le linee nemiche volando a bassa quota e sorprendendo le unità nemiche dislocate sul campo di battaglia. Successivamente gli apparecchi furono anche impiegati per bombardare campi di aviazione alleati e per contrastare l'avanzata delle truppe alleate. Alcuni apparecchi furono anche impiegati per intercettare bombardieri nemici di ritorno alle loro basi dopo che essi avevano effettuato dei bombardamenti notturni.

## Utilizzatori
Estonia
- Eesti Õhuvägi[1]

 Germania
- Luftstreitkräfte

### Riviste
- F. Gerdessen, Estonian Air Power 1918 - 1945 (in inglese), in Air Enthusiast No 18, aprile - luglio 1982,  pp. pp.61-76, ISSN 0143-5450.